# Robert Carnegie, XIII conte di Northesk
Robert Andrew Carnegie (24 giugno 1926 – 26 gennaio 1994) è stato un nobile scozzese.

## Biografia
Nacque il 24 giugno 1926 da John Douglas Carnegie, XII conte di Northesk e da Dorothy May Campion.
Sposò in prime nozze Jean Margaret MacRae, figlia del capitano John Duncan George MacRae e di Phyllis Hervey, il 20 luglio 1949 e in seconde nozze nel 1989 Brownie Elizabeth Heimann (vedova di Carl L. Heimann e figlia di of Scott Grimason).
Dalla prima moglie ebbe quattro figli:
- Ian Robert MacRae Carnegie (9 aprile 1950 - 19 novembre 1951)
- Karen Jean Carnegie (22 dicembre 1951)
- Mary Barbara Carnegie (10 febbraio 1953)
- David John MacRae Carnegie (3 novembre 1954 - 28 marzo 2010)

Morì il 26 gennaio 1994 all'età di 67 anni.